# الأكاديمية الملكية الإسبانية
الأكاديمية الملكية الإسبانية (بالإسبانية: Real Academia Española)‏ هي المؤسسة المسؤولة عن تنظيم اللغة الإسبانية. يقع مقرها في مدريد ولكنها ترتبط بأكاديميات اللغة الوطنية في 21 دولة ناطقة بالإسبانية من خلال رابطة أكاديميات اللغة الإسبانية.
وقد تأسست الأكاديمية الملكية الإسبانية في عام 1713 بناء على مبادرة من خوان مانويل فرنانديث باتشيكو، الماركيز دي بيينا. وقد اعتمد الملك فيليب الخامس ملك إسبانيا دستورها في 3 أكتوبر 1714 وضعها تحت بند الحماية والملكية الحقيقية.
وتسعى الأكاديمية الملكية الإسبانية لتخطيط اللغة من خلال سن تشريعات تهدف إلى تعزيز الوحدة اللغوية داخل وبين المناطق المختلفة، مع ضمان معايير مشتركة؛ وفقا لنظامها الأساسي المؤسسي: تتأكد من أن التغييرات التي تطرأ [...] لا تخرج عن إطار الوحدة الإساسية التي تحافظ على البيئة الإسبانية.
ويتم تجميع المبادئ التوجيهية المقترحة اللغة في الأعمال المختلفة. وترجع الأولوية في ذلك إلى إعداد قاموس اللغة الإسبانية للأكاديمية الملكية الإسبانية الذي يمكن اختصاره في DRAE والذي يتم تعديله بشكل دوري، حتى الآن اثنين وعشرين مرة منذ عام 1780، فيما تم تعديل القواعد النحوية بشكل نهائي في ديسمبر 2009.
وتنفذ الأكاديمية مهامها في المقر الرئيسي، الذي تم افتتاحه عام 1894 في شارع فيليب الرابع بحي خيرونيموس، فيما يقع مركز دراسات الأكاديمية الملكية الإسبانية في شارع سيرانو187-189 منذ عام 2007.